# Amata eschatias
Amata eschatias là một loài bướm đêm thuộc phân họ Arctiinae, họ Erebidae.